# Coral de Cámara de Navarra
La Coral de Cámara de Navarra / Nafarroako Ganbera Abesbatza, conocida también por su acrónimo CCN / NGA, es una agrupación vocal fundada el 14 de abril de 2008 en Pamplona, Navarra. Desde su fundación su director artístico es David Guindano Igarreta siendo su objetivo principal acercar al gran público la música en que la voz cantada, en sus diferentes facetas artísticas, tenga un papel destacado, con rigor y calidad, con excelencia artística referencial y con especialización no excluyente.

## Organización
Configurada como una asociación sin ánimo de lucro cuenta con el apoyo de algo más de 200 socios que financian sus actividades. También forma parte del programa MECNA de Gobierno de Navarra en virtud a la Ley de Mecenazgo Cultural de Navarra.
Desde su creación en 2008 la Coral ha contado también con el apoyo de administraciones públicas como el Gobierno de Navarra, el Ayuntamiento de Pamplona o el Ministerio de Cultura de España. Además ha contado con el patrocinio de entidades como la Fundación "la Caixa", Fundación Caja Navarra y empresas privadas como HUAWEI o Servicios Ecológicos de Navarra.

## Agrupaciones
En 2025 la agrupación consta de cuatro secciones:

### Formación Clásica

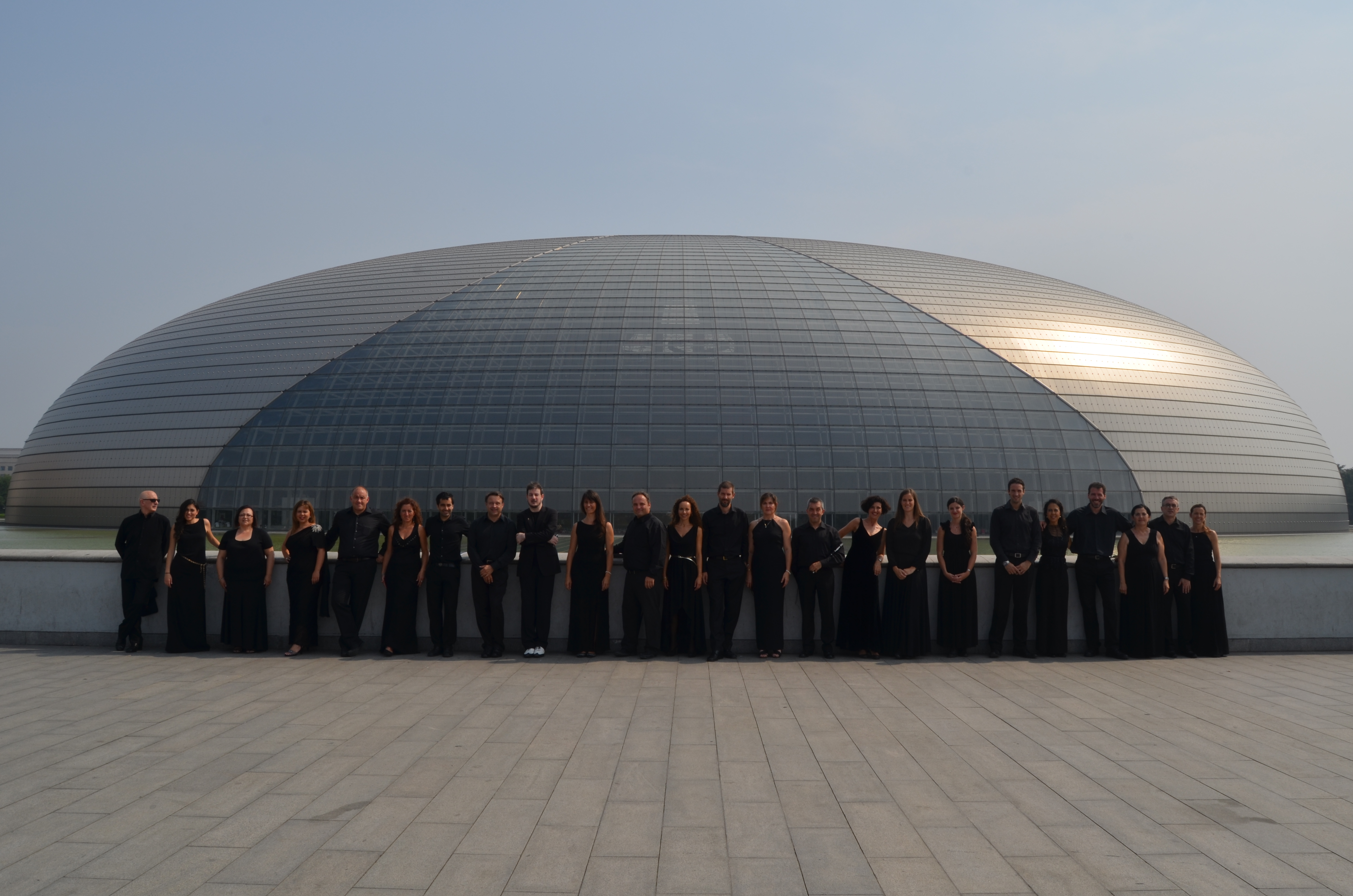
24 componentes de la Formación Clásica de la Coral de Cámara de Navarra delante del Teatro Nacional de China

La Formación Clásica, dirigida por David Guindano, está encargada de la interpretación de música coral occidental compuesta desde mitades del siglo XVIII hasta nuestros días, con especial atención al folclore musical. 
Ha participado en las principales programaciones de Navarra, incluyendo la Temporada Encantando producida por la propia CCN / NGA, actuando en equipamientos como el Auditorio Baluarte, Auditorio Barañáin, Teatro Gayarre, Teatro Gaztambide de Tudela o el Teatro Español de Madrid, entre otros. También realizó una gira por China (2013)con actuaciones en el Gran Teatro de Tianjin y su participación en el Festival Coral de Agosto del Centro Nacional de Artes Escénicas de China en Pekín ante más de 1200 espectadores.
Entre sus producciones más destacadas se encuentra el ballet Catulli Carmina, con coreografía de Becky Siegel y la participación de la compañía de danza Tempomobile. También destaca su participación en la ópera Don Giovanni de Fundación Baluarte. Ha publicado dos trabajos discográficos: Antología. Felipe Gorriti (ARSIS, 2012) y Lili eder bat. Padre Donostia (CCNMUSIC, 2014).

### Capilla Renacentista Michael Navarrus

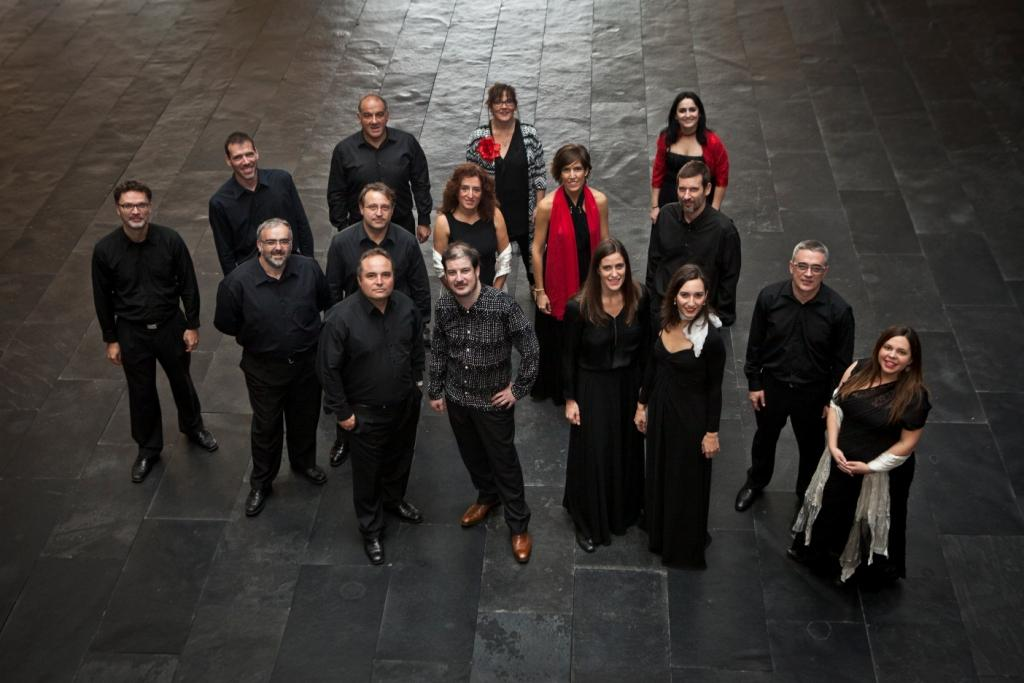
16 Componentes de la Capilla Renacentista Michael Navarrus de la Coral de Cámara de Navarra desde un plano cenital

La Capilla Renacentista Michael Navarrus, miembro de GEMA Asociación de Grupos Españoles de Música Antigua, está especializada en la interpretación de música del renacimiento y barroco hispanos. Fundada en 2011 rinde homenaje en su nombre al destacado compositor y maestro de capilla pamplonés tardorrenacentista Michael Navarrus.
Esta formación busca sobre todo investigar en la interpretación y en la técnica vocal precisa para recrear la creación musical de los maestros del renacimiento ibérico e hispanoamericano. La CRMN ha actuado en la Catedral de Pamplona, Teatro Gaztambide de Tudela y el Teatro Español de Madrid, así como en diferentes festivales como el Festival Internacional de Música del Camino (Hecho, Huesca) y en diferentes ediciones del Festival Mayo Musical (Huesca). Es asidua en la programación musical de los principales ciclos del Ayuntamiento de Pamplona. Destaca su actuación en la XLV edición de la Semana de Música Antigua de Estella, concierto que fue grabado por Radio Clásica y en noviembre del mismo año es la encargada de abrir el Ciclo de conciertos en conmemoración del V centenario del nacimiento de Santa Teresa con un doble concierto en conventos Carmelitas.
El director artístico de la formación, David Guindano, está especializado en este repertorio siendo su principal tema de investigación como musicólogo y como historiador de la evolución de la técnica vocal occidental.
Fue nominada como finalista en los Premios GEMA 2015 en la categoría de mejor Grupo de Renacimiento.

### Jazzy Leap & Jazzy Leap Band

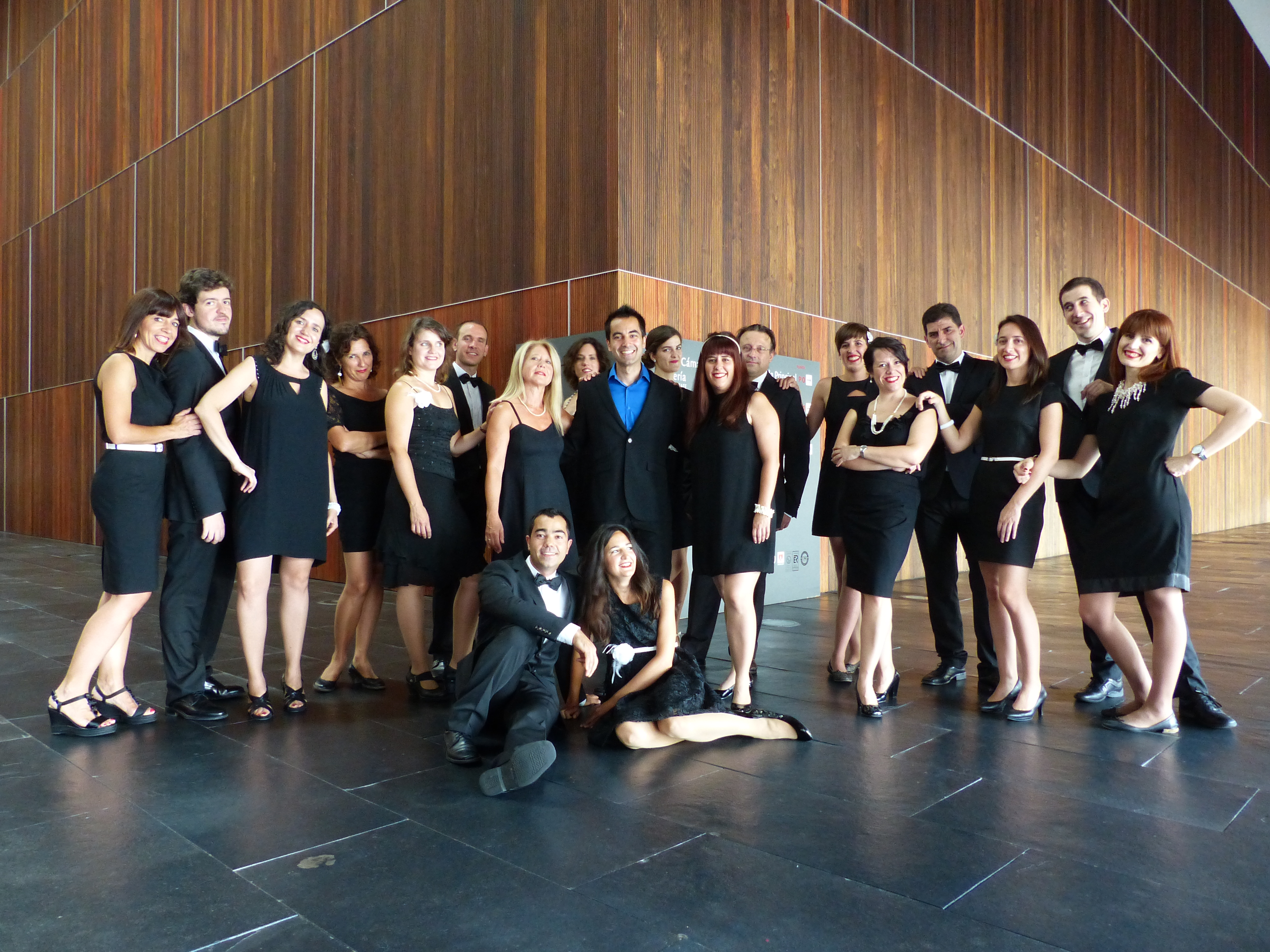
20 componentes de la agrupación Jazzy Leap de la Coral de Cámara de Navarra, vestidos de gala en el hall del Auditorio Baluarte

Jazzy Leap y Jazzy Leap Band están orientadas a la interpretación de jazz vocal y vocal instrumental así como de otros géneros representativos de la música popular urbana occidental. Esta sección está dirigida por el cantante y pianista especializado Andoni Arcilla Ballabriga.
Jazzy Leap fue creada en 2012 y debutó en el Auditorio de Barañáin y se ha convertido en una de las pocas formaciones de jazz vocal a nivel español. Tras la experiencia de cinco años de dirección del “Ensemble Moderno” en la Universidad Pública de Navarra, varios cursos impartidos de improvisación y canto moderno, y la intervención en diversas formaciones de jazz vocal (en muchos casos como director), Arcilla vio la oportunidad de crear un grupo estable de esta naturaleza. Desde entonces, el número de integrantes ha ido aumentando paulatinamente, alcanzado en la actualidad la cifra de 30coralistas, algunos de los cuales rotan según programas.
Desde su fundación Jazzy Leap ha formado parte de las principales programaciones en Navarra y ha actuado en el Auditorio de Barañáin, Civivox Iturrama, Ciudadela de Pamplona y localidades como Ansoáin, Falces, Alsasua o Noáin. Destacan sus actuaciones en el Teatro Gaztambide de Tudela (dentro de la especial conmemoración del día de Navarra 2012) y el concierto apertura de Cultur 2014 llevado a cabo en el Auditorio Baluarte. Precisamente es en la Sala de Cámara de Baluarte donde se ha concentrado principalmente su actividad (dentro de la Temporada Encantado de la propia Coral de Cámara de Navarra), ofreciendo monográficos dedicados a estilos como el swing o el gospel, la bossanova o la música de Broadway, o a figuras como Duke Ellington o The Beatles.

### Heptamerón
El Coro de voces iguales femeninas Heptamerón nace en noviembre de 2017 con vocación feminista y reivindicativa del papel de la mujer dentro de la música como compositora e intérprete principalmente, pero no sólo, y de la cultura general y la cultura navarra en particular. El nombre hace referencia a la obra literaria cumbre de la Reina Margarita de Navarra quien destacara por su aportación a la lucha por el reconocimiento de la mujer, a la creación literaria en el más puro ambiente humanista del momento y al mecenazgo y amparo de un ambiente culto y distinguido en su reino que inspiró a Shakespeare para su comedia “Trabajos de amor perdidos” donde figura la famosa frase “Navarra maravillará al mundo”.

## Temporada Encantando
La Temporada Encantando es el formato bajo el que la Coral de Cámara de Navarra presenta a la sociedad los frutos del trabajo de la actividad de las diferentes agrupaciones de su entidad, así como de entidades ajenas que aporten un valor añadido a lo que podemos encontrar en las programaciones habituales de la Comunidad Foral de Navarra. La Temporada es fruto de la evolución del Ciclo Encantando, que acogía unos pocos conciertos especiales cada año en diferentes localizaciones y espacios de la comunidad. En Pamplona, la Temporada se desarrolla íntegramente en las diferentes salas del Auditorio Baluarte.
Además, a través del programa Encantando On Tour, varios de los espectáculos que se ofrecen en ese espacio, también se programan en otros auditorios y casas de cultura de diferentes localidades navarras.
AÑO 2014
La Temporada del año 2014 estuvo compuesta por ocho conciertos. Jazzy Leap protagonizó los programas “The Beatles”, “The Swing”, ”Más a Jazz del inglés” y “Spiritual & Gospel”. La Formación clásica fue la encargada de presentar el disco dedicado al Padre Donostia en el concierto “Gure Abestiak” y de abordar el folklore hispanoamericano en el programa “Tan lejos, tan cerca”. Dos agrupaciones invitadas complementaron el cartel de la temporada que tuvo lugar de septiembre a diciembre de 2014. En la primera de ellas, el dúo formado por Mikel Etxekopar y Jean Mixel Etxekopar ofreció el concierto “Xiberoko bortutik”; y la segunda fue protagonizada por Pedro Iturralde Quartet, con el repertorio “Entre amigos”.
AÑO 2015
Durante el año 2015, CCN/NGA recorrió los escenarios de Pamplona y Navarra, por lo que dividimos claramente sus actuaciones en dos productos culturales:
1. Temporada Encantando: localizada íntegramente en el Auditorio Baluarte, en Pamplona, donde se programaron 11 conciertos:
- Concierto Cotidiano – en beneficio de Vura Music Project, proyecto de desarrollo e integración social a través de la música que desarrolla la ONG navarra Solidarios con Arua en Uganda (África). A cargo de la Fanfarre Ardanbera, Coro de Adultos de Paz de Ziganda y nuestras agrupaciones Jazzy Leap y Formación Clásica. Celebrado en la Sala de Cámara.
- The Beatles - a cargo de Jazzy Leap & Jazzy Leap Band. Celebrado en la Sala de Cámara.
- Basque eta Paz - a cargo de la cantante francesa Anne Etchegoyen y las voces graves del Coro de Cámara Aizaga y de la Formación Clásica de nuestra entidad. Celebrado en la Sala de Cámara.
- Jazzy Leap sings Jobim - a cargo de Jazzy Leap & Jazzy Leap Band. Celebrado en la Sala de Cámara.
- Ensaladas - a cargo de la Capilla Renacentista Michael Navarrus. Celebrado en la Sala de la Muralla.
- Jazzy Leap on Broadway - a cargo de Jazzy Leap & Jazzy Leap Band. Celebrado en la Sala de Cámara.
- Diabulus in Musica - a cargo del grupo de metal sinfónico Diabulus in Musica, la orquesta sinfónica del Conservatorio Superior de Música de Navarra y de la Formación Clásica de nuestra entidad. Dirección de Vicent Egea. Celebrado en la Sala Sinfónica.
- Danzas Cantadas - a cargo de la fanfarre y grupo de danzas de Iruña Taldea y nuestra Formación Clásica.  Celebrado en la Sala de Cámara.
- Ondas do Mar - a cargo del Ensemble Eloqventia, destacada agrupación de música medieval. Celebrado en la Sala de la Muralla.
- Fiesta de la Música Antigua  - con charlas, ponencias, exposiciones, stands discográficos y conciertos a cargo de Uqbarnagh Ensemble y de nuestra Capilla Renacentista Michael Navarrus. Celebrado en la Sala de la Muralla
- Christmas Swing - a cargo de Jazzy Leap & Jazzy Leap Band. Celebrado en la Sala de Cámara.

2. Temporada Encantando On Tour, que acerca varios de los espectáculos a diversas localidades navarras. 
- La notación Musical - en colaboración con el departamento de musicología del Conservatorio Superior de Música de Navarra. A cargo de alumnos del propio centro y de nuestra Capilla Renacentista Michael Navarrus. Celebrado en el Auditorio Fernando Remacha de la Ciudad de la Música de Pamplona.
- The Beatles - a cargo de Jazzy Leap & Jazzy Leap Band. Celebrado en el Auditorio del Centro Cívico Pedro Iturralde de Falces.
- Navarra maravillará al mundo - a cargo de la Capilla Renacentista Michael Navarrus. Celebrado en el Auditorio del Carmen, Sangüesa.
- Christmas Swing - a cargo de Jazzy Leap & Jazzy Leap Band. Celebrado en el Auditorio Iortia de Alsasua.
- Zagalejo de Perlas - a cargo de la Capilla Renacentista Michael Navarrus. Celebrado en la Iglesia de Santa María Magdalena de Tudela.

## Discografía
Entre la producción discográfica de la Coral de Cámara de Navarra destaca:
- Felipe Gorriti (Selección obras órgano y coro, coro y órgano. Coral de Cámara de Navarra, Óscar Candendo órgano, ARSIS. 2012)
- Padre Donostia (Lili eder bat, integral de la obra coral profana a cappella. CCN MUSIC. 2014)
- Fernando Remacha (Integral de la obra coral. Coral de Cámara de Navarra, ARS INCOGNITA, en edición)

## Distinción Propheta in Patria
El origen del nombre de esta distinción está en la expresión evangélica "Nemo proheta in patria est" (nadie es profeta en su tierra). El objetivo de esta distinción es destacar a personas, instituciones, etc. de Navarra que, habiendo destacado en cualquier aspecto artístico y cultural, hayan obtenido un reconocimiento externo y, en cierta medida, también del ámbito cultural navarro. Podrá concederse también a cualquier entidad o persona que destacando aquí o fuera sea considerada como relevante o prometedora (aunque sea incipiente) en cuanto a su labor artística. Busca esta distinción la transversalidad y la creación de sinergias con otros ámbitos culturales, aunque pueda también concederse a músicos. 
La propuesta podrá surgir de cualquier socio de CCN/NGA, teniendo que ser aprobada por mayoría simple de la Junta Directiva y preferiblemente por el director Artístico, el Gerente y el director de Jazzy Leap (si la Junta lo cree pertinente), considerándose sin embargo estos como votos simples, que deben tenerse en cuenta para considerar una posible mayoría simple junto a los de la Junta Directiva. El único derecho a voto que anularía, si fuese negativo, cualquier distinción Propheta in Patria sería el del Presidente de la Entidad.
PROPHETA IN PATRIA hasta el momento: 
- Íñigo Casalí: músico, compositor y cantante.
- Helena Taberna: cineasta.
- Pedro Iturralde: destacado saxofonista de jazz.

## Socios de Honor
Este reconocimiento está dirigido a músicos, especialmente a compositores y en concreto, preferiblemente, a aquellos que hayan aportado en el campo de la música coral o de la creación musical contemporánea. 
Se distinguirá como Socio de Honor de CCN/NGA a la persona (no necesariamente navarra) propuesta por cualquier socio de la institución, con aprobación por mayoría simple de la Junta Artística (en primer lugar) y de la Junta Directiva y con el visto bueno del Director Artístico (que podrá ejercer su derecho a veto), a aquella persona que haya destacado en la creación musical y haya tenido alguna relación (musical) con la Coral o con alguno de sus miembros y goce de un prestigio basado en toda su trayectoria profesional. Si la propuesta surge del Director Musical bastará con la mayoría simple de la junta directiva para que ésta sea aprobada. 
Primer y único SOCIO DE HONOR (2011): 
José María Goicoechea Aizcorbe: por todo su recorrido artístico y por la vinculación docente con el director Artístico y creativa con la Coral y su reconocimiento externo.